# Asplenium sleepiae
Asplenium sleepiae är en svartbräkenväxtart. Asplenium sleepiae ingår i släktet Asplenium och familjen Aspleniaceae.

## Underarter
Arten delas in i följande underarter:
- A. s. krameri
- A. s. sleepiae